# 황 쇼겐
황 쇼겐(黄 升炫, 2005년 6월 18일 ~ )은 일본의 전 어린이 배우이다.

## 영화
- 그렇게 아버지가 된다